# Penny dreadful
Pour les articles homonymes, voir Penny Dreadful (homonymie).

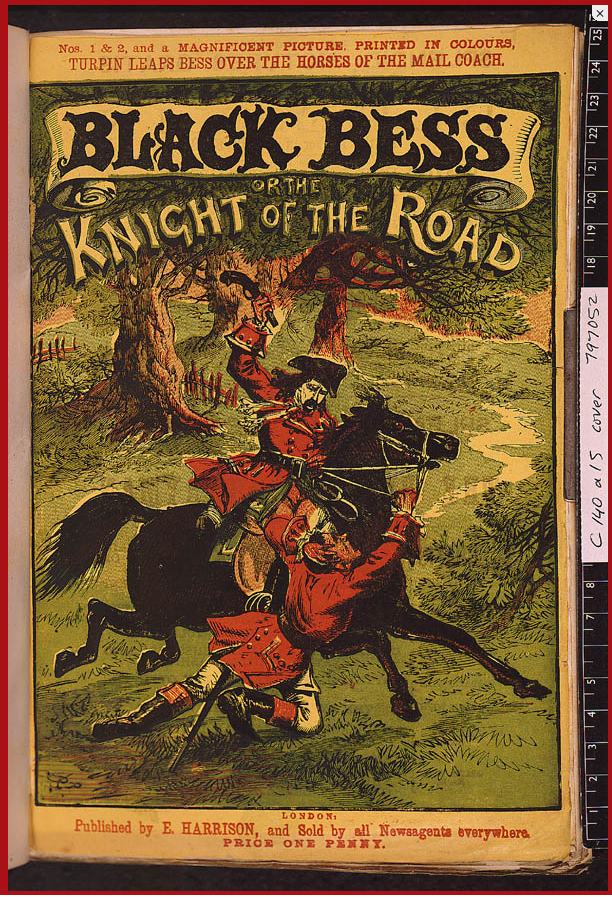
Page couverture d'un penny dreadful (vers 1860-1870) : Black Bess; or, The knight of the road. Un récit romancé de la vie de Dick Turpin, un sujet de fiction populaire au Royaume-Uni pendant le XIXe siècle.

Un penny dreadful (aussi appelé penny horrible, penny awful, penny number ou penny blood) était un genre littéraire surtout populaire au Royaume-Uni pendant le XIXe siècle. Il s'agissait d'histoires macabres inspirées plus ou moins de faits divers réels et publiées sur plusieurs semaines, elles étaient vendues sous la forme de petits fascicules à 1 penny chacun. Le terme en est venu à englober différents genres littéraires fictifs à sensation. Les petits livres étaient publiés sur du papier de qualité médiocre (semblable aux dime novel ou au pulp magazine américains)  et visaient les adolescents de la classe ouvrière.

## Origines
La Grande-Bretagne de l’époque victorienne connait des changements sociaux qui entraînent une augmentation du taux d’alphabétisation. Avec la montée du capitalisme et de l’industrialisation, les Britanniques commencent à dépenser plus d’argent pour se divertir, ce qui contribue à la popularisation du roman. Les améliorations de l’imprimerie rendent possible la production de journaux tels que The Spectator, de Joseph Addison, et Tatler de Richard Steele ; l’Angleterre commence à reconnaître la lecture comme une forme de loisir – et comme une nouvelle industrie. Parmi d’autres changements significatifs, la capacité de déplacement se développe grâce à l’invention des rails, de la locomotive, et subséquemment avec la « railway mania » qui voit le développement exponentiel du réseau de chemins de fer (la première ligne de chemin de fer, Stockton and Darlington Railway, ouvre en 1825). Ces changements créent à la fois un marché dédié à la littérature populaire bon marché, et la possibilité de la faire circuler à grande échelle. Les premiers feuilletons de penny fiction sont publiés en 1836 afin de répondre à cette demande,. Entre 1830 et 1850, il y a jusqu'à 100 éditeurs de penny fiction, en plus des nombreux magazines qui adoptent le genre. Le prix des premiers feuilletons est décidé de façon à ce qu’ils ne soient pas trop chers pour la classe ouvrière. Ils sont considérablement moins chers que les romans publiés en feuilletons par des auteurs tels que Charles Dickens, qui coûtent un shilling (douze pennies) par livret.
Ils sont vigoureusement combattus par la société bien-pensante dans les années 1850. De plus le lectorat évolue en même temps que l'éducation se répand,. Dans les années 1850 WH Smith, qui a déjà ouvert de très nombreux kiosques à journaux dans les gares, répand les fameux yellowbacks (en) de Routledge (qui commence sa collection « Railway Library » ["Bibliothèque du chemin de fer"] en 1848) ; il les répand d'autant mieux qu'il instaure son système de "librairie circulante" par lequel les voyageurs peuvent emprunter un livre dans une station et le rendre dans une autre station - créé en 1860, ce système perdure plus de un siècle jusqu'en 1961. Cette même année 1860, le Times cite "un changement bienvenu dans les kiosques de gares" et note l'absence totale de "littérature douteuse" (pour ne pas nommer les penny dreadfuls) dans le kiosque de WH Smith à la gare d'Euston.

## Héritage

### Littérature
- Les penny dreadfuls sont une source d'inspiration de la bande dessinée britannique qui commence à paraître dans les années 1870[réf. nécessaire]

- Dans le roman Un singulier garçon : Le mystère d'un enfant matricide à l'époque victorienne paru en 2016, l'écrivaine et journaliste Kate Summerscale restitue un fait divers londonien de 1895 : un matricide impliquant deux frères, Robert et Nathaniel Coombes. La raison du meurtre commis par le plus âgé des frères serait la lecture de penny dreadfuls[11], souvent considérés comme violents et de mauvaise influence sur leurs jeunes lecteurs. L'auteure expose la crainte croissante de criminalité de la société victorienne face à l'alphabétisation des classes ouvrières et la large diffusion de cette littérature à sensation[12].

### Arts visuels

#### Comédie musicale et film

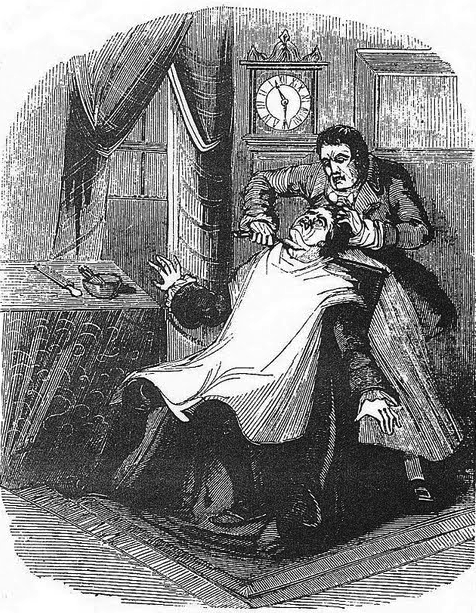
Sweeney Todd, « le Diabolique Barbier de Flee Street » assassinant une victime. Illustration extraite de l'édition en roman du penny dreadful The String of Pearls parue en 1850.

Des personnages populaires ont émergé des penny dreadfuls. Le personnage fictif de Sweeney Todd, apparu pour la première fois dans un penny dreadful de James Malcolm Rymer et Thomas Peckett Prest (en) publié de 1846 à 1847 et nommé The String of Pearls (en), est entre autres le sujet d'une comédie musicale à succès de Stephen Sondheim (1979) et d'un film de Tim Burton (2007).

#### Série télévisée
Annoncée en janvier 2013, Showtime et Sky signent une série télévisée de trois saisons intitulée Penny Dreadful et réalisée par John Logan et Sam Mendes. La série revisite des contes racontés dans les penny dreadfuls en intégrant certains de leurs personnages, créatures et intrigues qui se passent dans le Londres victorien. Elle est projetée pour la première fois sur écran lors du festival South by Southwest, le 9 mai 2014. La première saison contient 8 épisodes diffusés du 11 mai au 29 juin 2014 avec notamment Reeve Carney dans le rôle de Dorian Gray, Eva Green dans celui de Vanessa Ives, Timothy Dalton en tant que Malcolm Murray et Josh Hartnett dans le rôle de Ethan Chandler. Les deuxième et troisième saisons contiennent respectivement 10 épisodes, sortis du 3 mai au 5 juillet 2015, et 9 épisodes, sortis du 1 mai au 19 juin 2016,.